# Timonius rufus
Timonius rufus är en måreväxtart som beskrevs av Theodoric Valeton. Timonius rufus ingår i släktet Timonius och familjen måreväxter. Inga underarter finns listade i Catalogue of Life.